# Ланле (Боровко) Ніна Миколаївна
Ніна Миколаївна Ланле (Боровко) (25 серпня 1896, Санкт-Петербург — 3 вересня 1988, Стокгольм) — піаністка та викладачка музики, письменниця. Праведниця народів світу.

## Біографічні відомості
Народилася 25 серпня 1896 року в Санкт-Петербурзі (у спогадах місцем народження вказувала Ялту; в деяких джерелах помилково зазначається Одеса) в родині українських есперантистів Миколи й Антоніни Боровків.
З 1902 року мешкала в Ялті з родиною, яку в 1906 році було вислано з тавром «політичної неблагонадійності» через виступи Миколи Боровка у місцевому часописі «Крымский курьер» з критичними статтями щодо політики російського імператора Миколи II.
З 1908 року мешкала з родиною в Сімферополі. Після уроків музики, отриманих від матері, навчалася у школі Російського імператорського музичного товариства.
У 1913 році залишилася без батька. До революції 1917 року родина Миколи Боровка, враховуючи його заслуги, утримувалася коштом міської думи Сімферополя.
У 1914 році на зібрані друзями родини кошти Ніна Боровко вирушила до Москви на навчання у Єлізавєтінському інституті шляхетних дівчат.
У 1917 році через серйозне запалення легень повернулася до Криму, мешкала з родиною в Алупці, де працювала покоївкою у санаторії для хворих на туберкульоз. Після большевицької окупації разом із сестрою Наталею підробляла виступами в народному театрі, в якому їхня матір працювала касиркою.
Влітку 1918 року намагалася звести рахунки з життям через загибель близького товариша. Після одужання вступила до Харківської консерваторії, де провчилася рік або два. Згодом хворою приїхала до Балаклави, де мешкала матір разом з іншими дітьми; знову брала участь у театральних виставах разом із сестрою.
У 1921 році, рятуючись від жахливого голоду, що вирував у Криму, виїхала до Москви, де вступила до Інституту ритмічного виховання. У 1922 році до неї переїхала матір, а згодом — і решта родини.
У 1923 році родину Боровків відшукав давній знайомий Вальдемар Ланле, який учергове прибув до Москви як журналіст. Він формально вдочерив Ніну на прохання її матері заради річного дозволу на продовження музичних занять у Стокгольмі.
Восени 1923 року Ніна Боровко поїхала до Швеції, де стала піаністкою та викладачкою музики у школі Клостерс у Смоланді. У 1924 році вирушила у співочий тур, який включав виконання народних пісень, що були записані виконавицею в Криму і перекладені шведською мовою Вальдемаром Ланле.
10 березня 1925 року Ніна Боровко та Вальдемар Ланле одружилися.
У 1930—1932 рр. подружжя мешкало в Югославії, у 1932 році оселилося у Будапешті, де вело активне громадське життя та організовувало культурні заходи. Вальдемар Ланле займався перекладом шведських і угорських видань; за деякий час він був призначений викладачем шведської мови в університеті, а також працював аташе з питань культури шведської місії в Будапешті. Ніна Ланле працювала викладачкою музики за класом фортеп'яно і виступала з концертами. У 1936 році подружжя Ланле організувало візит кронпринцеси Швеції Луїзи до Угорщини: це сприяло тривалій дружбі з королівською родиною.
19 березня 1944 року до Угорщини увійшли німецькі війська, що за допомогою місцевих фашистів почали масові винищення євреїв та активістів руху спротиву у «трудових таборах». У травні 72-річний Вальдемар Ланле очолив відділення шведського Червоного Хреста у Будапешті, яке видало переслідуваним людям близько 25 тисяч «захисних листів». Подружжя Ланле керувало порятунком людей підпільно, будучи заочно засудженим до страти німцями та угорською Партією схрещених стріл. Акція допомоги фінансувалася коштом пожертв єврейського та угорського населення, без жодної підтримки влади та Червоного Хреста Швеції. Ідея рятувальної місії, що спочатку зустріла недовіру влади Швеції, належала Ніні Ланле: саме вона була рушійною силою гуманітарних зусиль, разом із багатьма волонтерами відповідала за реєстрацію євреїв і переміщених військовополонених, надання захисних паспортів та управління великою кількістю притулків, у тому числі 7 монастирів, 14 будинків для людей похилого віку, кількох хоспісів і сиротинців. Загалом місія мала 3000 підопічних, забезпечуючи всі пункти продуктами та предметами першої необхідності.
Наприкінці ІІ світової війни подружжя Ланле, що створило нову незалежну місію допомоги і перебувало також під загрозою переслідування совєтськими військовими, виїхало з Угорщини до Швеції. У 1946 році Вальдемар і Ніна Ланле були нагороджені срібними медалями шведського Червоного Хреста.
Того ж року Ніна Ланле написала книгу спогадів «Kaos i Budapest» («Хаос у Будапешті»), яка була опублікована лише у 1982 році. Отримала посаду викладачки муніципальної музичної школи у Катрінегольмі. У 1954 році оселилася з чоловіком у Стокгольмі.
У 1966 році була запрошена до Ізраїлю, щоб отримати звання Праведників народів світу для себе і чоловіка, який помер у 1960 році, та посадити дерево на Алеї Праведників у Яд Вашем. Свою промову виголосила івритом, який опанувала перед подорожжю.
У 1986 році, до 90-ї річниці народження, була нагороджена золотою таблицею Шведського Червоного Хреста.
В останні роки життя викладала музику та давала уроки мови, підтримувала зв'язок із друзями по всьому світу, допомагала учням. Захоплювалася філателією, активно цікавилася культурними та суспільними подіями.
Померла 3 вересня 1988 року в Стокгольмі. Похована біля чоловіка у Лербо.
У грудні 2000 року подружжя Ланле посмертно було удостоєне японської відзнаки Тіуне Сугіхари.
У 2002 році Ніна Ланле була посмертно удостоєна звання почесної громадянки Ізраїлю.

## Родина
- Батько: Микола Боровко (1863—1913)
- Матір: Антоніна Боровко (Шалко-Чайковська; 1872—1948)
- Чоловік: Вальдемар Ланле (1872—1960)

Брати:
- Борис Боровко (1898—1929);
- Лев Боровко (1904/1905–1910);
- Вадим Боровко (1906—1943).

Сестри:
- Наталя Боровко (1900—1976);
- Софія Боровко (1902 — до 1904).